# Aglaia (Gattung)
Die Gattung Aglaia gehört zur Familie der Mahagonigewächse (Meliaceae). Die mehr als 100 Arten gedeihen hauptsächlich in subtropischen bis tropischen Wäldern Südostasiens, Australiens und des Pazifikraumes. Einige Arten sind wichtige Nutzhölzer, andere haben essbare Früchte, duftende Blüten oder medizinisch verwendbare Inhaltsstoffe.

## Beschreibung

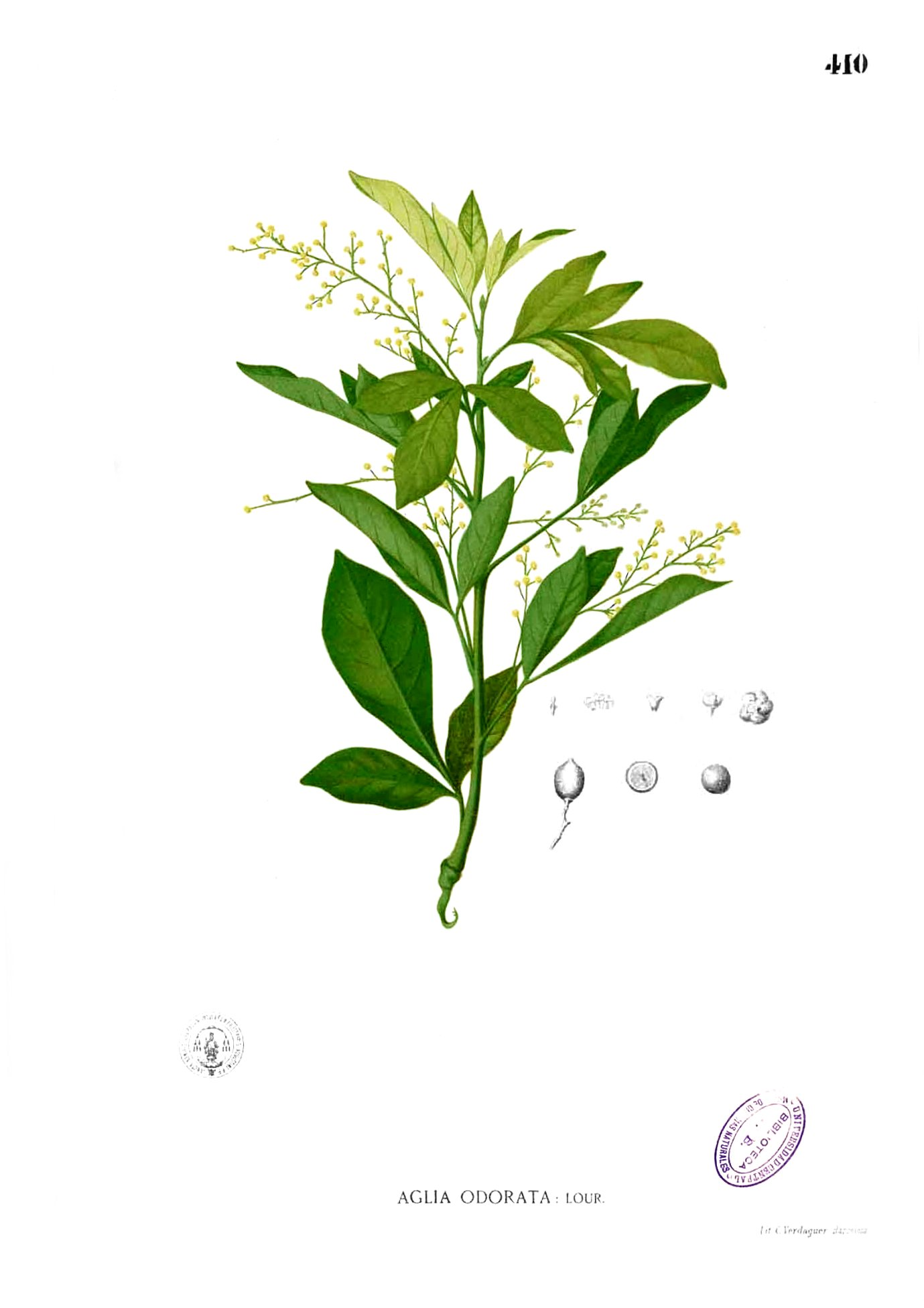
Illustration von Aglaia odorata

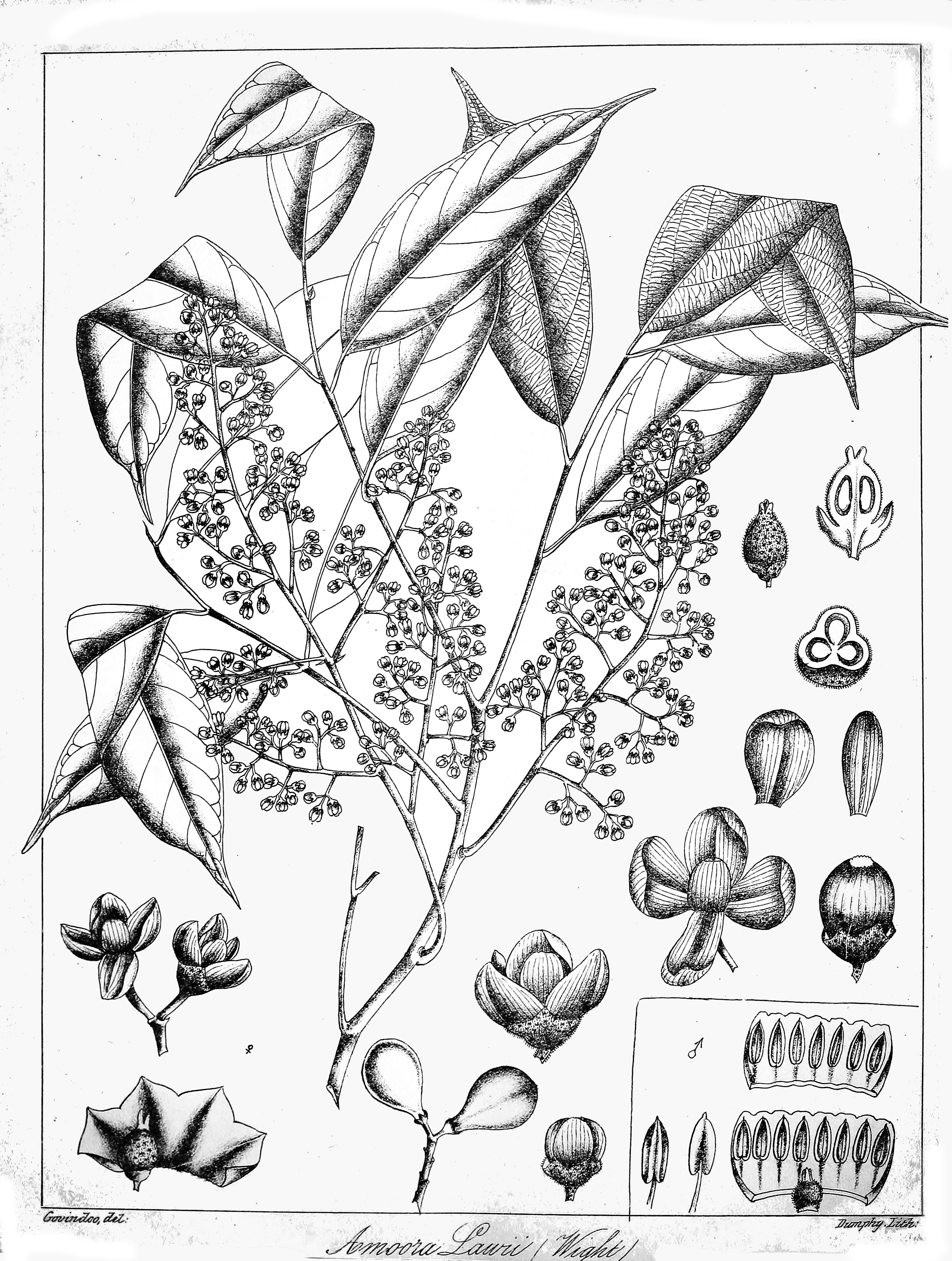
Illustration von Aglaia lawii

### Erscheinungsbild und Blätter
Die Aglaia-Arten wachsen als Bäume oder Sträucher und erreichen Wuchshöhen von 3 bis 40 Metern. Junge Pflanzenteile sind mit Schuppen oder flaumig mit Sternhaaren bedeckt.
Die wechselständig oder fast gegenständig an den Zweigen angeordneten Laubblätter sind relativ groß und in Blattstiel sowie -spreite gegliedert. Die Blattspreite ist selten einfach oder meist dreiteilig bis unpaarig gefiedert mit bis zu 25 Fiederblättchen. Der Blattrand ist immer ganz. Nebenblätter fehlen.

### Blütenstände und Blüten
Die meist seitenständigen, relativ kleinen, meist kugelförmigen, rispigen Blütenstände sind aus traubigen Teilblütenständen zusammengesetzt und enthalten viele Blüten. Die männlichen sind meist größer. Die Aglaia-Arten sind zweihäusig getrenntgeschlechtig (diözisch). Die Blüten sind, oft funktional, männlich oder weiblich.
Die relativ kleinen, duftenden Blüten sind meist drei- bis fünfzählig mit doppelter Blütenhülle. Die drei bis fünf Kelchblätter sind kurz oder lang verwachsen. In den männlichen Blüten sind (drei bis) fünf bis zehn (bis zwölf) in einer Röhre verwachsene Staubblätter enthalten und oft ein Pistillode. In den weiblichen Blüten sind ein bis drei (selten bis zu vier) zu einem oberständigen, ein- bis drei-, selten bis zu vierkammerigen Fruchtknoten verwachsen, Staminodien sind oft vorhanden. Jede Fruchtknotenkammer enthält ein oder zwei Samenanlagen. Es ist ein höchstens kurzer Griffel vorhanden. Die Narbe ist eiförmig oder kurz zylindrisch und sitzend bis fast sitzend. Ein Diskus fehlt.

### Früchte und Samen
Es werden Beeren, Nüsse, oder selten Kapselfrüchte gebildet. Das faserige Perikarp enthält oft Milchsaft. Die großen Samen sind meist von einem kolloidalen und fleischigen Arillus umgeben.

## Systematik

### Taxonomie
Die Gattung Aglaia wurde 1790 durch João de Loureiro mit der Typusart Aglaia odorata Lour. in Flora Cochinchinensis, 1, S. 173 aufgestellt. Synonyme für Aglaia Lour. sind: Amoora Roxb., Andersonia Roxb., Argophilum Blanco, Beddomea Hook.f., Camunium Roxb., Euphora Griff., Hearnia F.Muell., Lepiaglaia Pierre, Merostela Pierre, Milnea Roxb., Nemedra A.Juss., Nimmoia Wight, Oraoma Turcz., Selbya M.Roem.

### Äußere Systematik
Die Gattung Aglaia gehört zur Tribus Aglaieae innerhalb der Familie Meliaceae.

### Artenliste
Die Gattung Aglaia umfasst mehr als 100 Arten:
| - Aglaia agglomerata Merr. & L.M.Perry - Aglaia aherniana G.Perkins - Aglaia amplexicaulis A.C.Sm. - Aglaia angustifolia (Miq.) Miq. - Aglaia apiocarpa (Thwaites) Hiern - Aglaia archboldiana A.C.Sm. - Aglaia argentea Blume - Aglaia australiensis Pannell - Aglaia barbanthera C.DC. - Aglaia basiphylla A.Gray - Aglaia beccarii C.DC. - Aglaia brassii Merr. & L.M.Perry - Aglaia brownii Pannell - Aglaia bullata Pannell - Aglaia ceramica (Miq.) Pannell - Aglaia chittagonga Miq. - Aglaia conferta Merr. & L.M.Perry - Aglaia cooperae Pannell - Aglaia coriacea Korth. ex Miq. - Aglaia costata Merr. - Aglaia crassinervia Kurz ex Hiern - Aglaia cremea Merr. & L.M.Perry - Aglaia cucullata (Roxb.) Pellegr. - Aglaia cumingiana Turcz. - Aglaia cuspidata C.DC. - Aglaia densisquama Pannell - Aglaia densitricha Pannell - Aglaia edulis (Roxb.) Wall. - Aglaia elaeagnoidea (A.Juss.) Benth. - Aglaia elliptica (C.DC.) Blume - Aglaia erythrosperma Pannell - Aglaia euryanthera Harms - Aglaia evansensis A.C.Sm. - Aglaia eximia Miq. - Aglaia exstipulata (Griff.) W.Theob. - Aglaia flavescens C.DC. - Aglaia flavida Merr. & L.M.Perry - Aglaia forbesii King - Aglaia foveolata Pannell - Aglaia fragilis A.C.Sm. - Aglaia glabrata Teijsm. & Binn. - Aglaia gracilis A.C.Sm. - Aglaia grandis Korth. ex Miq. - Aglaia heterotricha A.C.Sm. - Aglaia hiernii King - Aglaia ijzermannii Boerl. & Koord.-Schum. - Aglaia integrifolia Pannell - Aglaia korthalsii Miq. - Aglaia lancilimba Merr. - Aglaia lawii (Wight) C.J.Saldanha - Aglaia laxiflora Miq. - Aglaia lepidopetala Harms - Aglaia lepiorrhachis Harms - Aglaia leptantha Miq. - Aglaia leucoclada C.DC. - Aglaia leucophylla King - Aglaia luzoniensis (Vidal) Merr. & Rolfe - Aglaia mabberleyi Pannell - Aglaia mackiana Pannell - Aglaia macrocarpa (Miq.) Pannell - Aglaia macrostigma King - Aglaia malabarica Sasidh.: Sie wurde 1992 aus dem südwestlichen Indien erstbeschrieben. - Aglaia malaccensis (Ridl.) Pannell - Aglaia mariannensis Merr. - Aglaia membranifolia King - Aglaia meridionalis Pannell - Aglaia monocaula C.M.Pannell - Aglaia monozyga Harms - Aglaia multinervis Pannell - Aglaia nyaruensis C.M.Pannell - Aglaia odorata Lour. - Aglaia odoratissima Blume - Aglaia oligophylla Miq. - Aglaia pachyphylla Miq. - Aglaia palembanica Miq. - Aglaia pannelliana W.N.Takeuchi: Sie wurde 2009 aus Papua-Neuguinea erstbeschrieben. - Aglaia parksii A.C.Sm. - Aglaia parviflora C.DC. - Aglaia penningtoniana Pannell - Aglaia perviridis Hiern - Aglaia pinnata (L.) Druce - Aglaia pleuropteris Pierre - Aglaia polyneura C.DC. - Aglaia puberulanthera C.DC. - Aglaia pyriformis Merr. - Aglaia ramotricha Pannell - Aglaia rimosa (Blanco) Merr. - Aglaia rivularis Merr. - Aglaia rubiginosa (Hiern) Pannell - Aglaia rubrivenia Merr. & L.M.Perry - Aglaia rufibarbis Ridl. - Aglaia rufinervis (Blume) Bentv. - Aglaia rugulosa Pannell - Aglaia saltatorum A.C.Sm. - Aglaia samoensis A.Gray - Aglaia sapindina (F.Muell.) Harms - Aglaia saxonii W.N.Takeuchi - Aglaia scortechinii King - Aglaia sessilifolia Pannell - Aglaia sexipetala Griff. - Aglaia silvestris (M.Roem.) Merr. - Aglaia simplicifolia (Bedd.) Harms - Aglaia smithii Koord. - Aglaia soepadmoi Pannell - Aglaia speciosa Blume - Aglaia spectabilis (Miq.) S.S.Jain & S.Bennet - Aglaia squamulosa King - Aglaia stellatopilosa Pannell - Aglaia subcuprea Merr. & L.M.Perry - Aglaia subminutiflora C.DC. - Aglaia subsessilis Pannell - Aglaia taynguyenensis T.Ð.Ðai - Aglaia tenuicaulis Hiern - Aglaia teysmanniana (Miq.) Miq. - Aglaia tomentosa Teijsm. & Binn. - Aglaia unifolia P.T.Li & X.M.Chen - Aglaia variisquama Pannell - Aglaia vitiensis A.C.Sm. |